# Biblia Gennadiusza

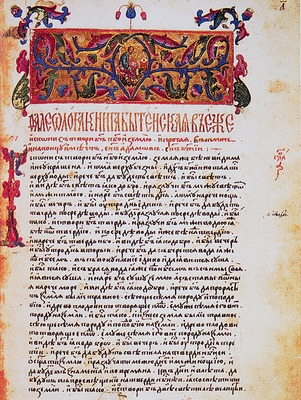
Początek Księgi Rodzaju z Biblii Gennadiusza

Biblia Gennadiusza (ros. Геннадиевская библия) – pierwszy pełny rękopiśmienny przekład Pisma Świętego na język cerkiewnosłowiański. Manuskrypt został ukończony w 1499 roku. Głównym autorem przekładu był arcybiskup Gennadiusz. Przekład ten nie stał się tekstem obowiązującym w Cerkwi prawosławnej, nie został też wydany drukiem ale wpłynął na kolejne tłumaczenia cerkiewnosłowiańskie, a poprzez nie na przekłady rosyjskie i ukraińskie. Zabytek literatury cerkiewnosłowiańskiej. 

## Geneza
Biblia Gennadiusza powstała 60 lat po unii florenckiej w złożonej sytuacji społeczno‑politycznej. Celem dokonania przekładu miało być przygotowanie pełnego tłumaczenia Biblii na potrzeby Cerkwi prawosławnej. Jednakże wykorzystanie do jego powstania przekładów łacińskich, w tym Wulgaty może równocześnie świadczyć o ukrytych dążeniach części prawosławia do Unii z Rzymem. Ostatecznie przekład Gennadiusza pozostał w rękopisie.

## Opis
Biblia ta została przygotowana w Nowogrodzie Wielkim. Inicjatorem i głównym autorem był arcybiskup nowogrodzki Gennadiusz (1410–1505). Rękopis przepisywali trzej skrybowie, duchowni: Wasilij z Jerozolimy, Gridija Spowiednik i Klemens z Archangielska. Kodeks ma 1002 karty papieru wysokiej jakości o rozmiarze 33×23,5 cm. Oprawa księgi powstała na przełomie XV i XVI wieku.
Jak na swoje czasy był to przekład nowatorski. Układ ksiąg biblijnych jest identyczny z porządkiem Wulgaty. Gennadiusz i jego asystenci wykorzystali w swoim rękopisie już istniejące cerkiewnosłowiańskie przekłady: Pięcioksięgu, Sędziów, Jozuego, Rut, Królów, Hioba, Sofoniasza, Aggeusza, Zachariasza, Malachiasza, Księgi Przysłów, Kaznodziei, Ewangelii, Dziejów, Listów, Objawienia, Psalmów i kilku innych. Z pomocą chorwackiego mnicha katolickiego Benjamina z Klasztoru Emaus w Pradze Gennadiusz przetłumaczył brakujące księgi z łacińskiej Wulgaty: Nehemiasza, Ezdrasza, Tobiasza, Judyty, Estery, Jeremiasza, Mądrości, 1 Machabejską, 2 Machabejską i kilka innych.
Osiemdziesiąt lat po rękopisie Gennadiusza na terenach Rzeczypospolitej Obojga Narodów, w Ostrogu na Wołyniu, na koszt miejscowego magnata księcia Konstantego Ostrogskiego powstał pierwszy drukowany przekład Pisma Świętego w języku cerkiewnosłowiańskim – Biblia ostrogska (1580–1581). Wydał ją uchodźca z Wielkiego Księstwa Moskiewskiego Iwan Fedorow. Była ona traktowana jako poprawiona wersja Biblia Gennadiusza i na 200 lat stała się oficjalną wersją Pisma Świętego wśród prawosławnych w Europie Wschodniej.